# Vanessa Giácomo
Vanessa Mendes da Silva Lima, mieux connue sous le nom de Vanessa Giácomo, est une actrice brésilienne née à Volta Redonda dans l'État de Rio de Janeiro.

## Filmographie
- 2004 : Cabocla (série télévisée) : Zuca / Belinha (131 épisodes)
- 2006 : Clara e o Chuveiro do Tempo (série télévisée)
- 2006 : The Twelve Labours : Simone
- 2006 : Little Missy (série télévisée) : Juliana (128 épisodes)
- 2006 : Canta Maria : Maria
- 2007 : Amazonia (mini-série) : Ilza (9 épisodes)
- 2007-2008 : Two Faces (série télévisée) : Luciana (31 épisodes)
- 2008 : A Ilha dos Escravos : Maria
- 2009 : O Menino da Porteira : Juliana
- 2009 : Jean Charles : Vivian
- 2009 : Paradise City (série télévisée) : Rosa (158 épisodes)
- 2009-2010 : Watercolors of Love (série télévisée) : Miriam (10 épisodes)
- 2011 : Prime Time Soap : Amanda Lima
- 2011 : Dinossaurs & Robots (série télévisée) : Celeste Sampaio (179 épisodes)
- 2012 : Gabriela (série télévisée) : Malvina Tavares (74 épisodes)
- 2013 : Solidões
- 2014 : Trail of Lies (série télévisée) : Aline Noronha
- 2014 : Empire (série télévisée) : Eliane, jeune (3 épisodes)
- 2015 : In Therapy 2 : Eduarda
- 2015-2016 : Rules of the Game (série télévisée) : Tóia (167 épisodes)
- 2017-2018 : The Big Catch (série télévisée) : Antônia Almeida (183 épisodes)
- 2018 : The Other Side of Paradise (série télévisée) : Taís
- 2019 : Beja - O Filme